# Die Grünen/Europäische Freie Allianz
Die Fraktion Die Grünen/Europäische Freie Allianz im Europäischen Parlament, kurz Grüne/EFA oder G/EFA, ist eine Fraktion im Europäischen Parlament. Sie wird im Wesentlichen von zwei Europaparteien getragen, der Europäischen Grünen Partei (EGP) und der regionalistischen Europäischen Freien Allianz (EFA). Mit 53 Mitgliedern ist sie Stand 23. Januar 2025 die sechstgrößte der acht Fraktionen des Parlaments.
Die Fraktion Grüne/EFA ist seit ihrer Gründung eine der Fraktionen mit der höchsten Fraktionsdisziplin, das heißt den kleinsten Unterschieden im Abstimmungsverhalten. So stimmte am 1. März 2022 nur Tatjana Ždanoka als einziges Fraktionsmitglied gegen die mit 637 Stimmen angenommene Entschließung des Europäischen Parlaments bezüglich des russischen Überfalls auf die Ukraine.

## Geschichte

### Vorgeschichte
Vorgänger der Fraktion war die nach der Europawahl 1984 gegründete Regenbogenfraktion, der neben Grünen und Regionalisten auch linke Parteien angehörten. Nach der Europawahl 1989 spaltete sich davon die Fraktion Die Grünen im Europäischen Parlament ab.
Nachdem die Europäische Freie Allianz aus den Europawahlen 1994 deutlich geschwächt hervorging, vereinigte diese sich mit einigen radikalliberalen Parteien zur Fraktion der Europäischen Radikalen Allianz.
Nach der Europawahl 1999 zerfiel auch diese Fraktion und die EFA-Mitglieder schlossen sich der Grünen-Fraktion an, die ihren Namen in Die Grünen/Europäische Freie Allianz änderte. Die Fraktion besteht in dieser Form seit 1999, bis heute sind Europäische Grüne Partei sowie die Europäische Freie Allianz die tragenden Parteien der Fraktion.

### Geschichte
Nach der Europawahl 2019 schlossen sich der Fraktion 75 Abgeordnete aus 16 Ländern an – sie ist damit die viertstärkste Fraktion im Europäischen Parlament. Aus dem deutschsprachigen Raum sind aus Deutschland Bündnis 90/Die Grünen mit 21 Abgeordneten sowie je ein Abgeordneter der Piratenpartei Deutschland, der Ökologisch-Demokratischen Partei und Volt Deutschland sowie ein für Die PARTEI gewählter inzwischen Parteiloser, aus Österreich Die Grünen – Die Grüne Alternative mit 3 Abgeordneten sowie aus Luxemburg Déi Gréng mit einem Abgeordneten vertreten.
Mit dem Austritt des Vereinigten Königreiches aus der Europäischen Union am 31. Januar 2020 schieden auch die dort gewählten Parlamentarier aus, insgesamt verließen elf britische Abgeordnete die Fraktion. Ein Teil der britischen Mandate waren bereits vor der Europawahl für den Fall des vollzogenen Austritts auf andere Länder verteilt worden. Über diese zusätzlichen Mandate traten zum 1. Februar vier neue Abgeordnete aus Finnland, Frankreich, Österreich und Schweden der Fraktion bei.

#### Mitglieder seit 1999
- Vorstand und Mitglieder 1999–2004
- Vorstand und Mitglieder 2004–2009
- Vorstand und Mitglieder 2009–2014
- Vorstand und Mitglieder 2014–2019
- Vorstand und Mitglieder 2019–2024

## Vorstand
Im Juni 2024 wählte die Fraktion ihren Fraktionsvorstand für das 10. Europäische Parlament:

### Ko-Vorsitzende
- Terry Reintke
- Bas Eickhout

### Stellvertretende Vorsitzende
- Diana Riba (Vorsitzende EFA-Gruppe[6])
- Kira Marie Peter-Hansen (Schatzmeisterin)
- Alice Bah Kuhnke
- Marie Toussaint
- Sergey Lagodinsky
- Ignazio Marino
- Virginijus Sinkevičius

## Mitglieder
Liste der Mitglieder des 10. Europaparlaments:
| Land        | Partei/Bündnis                             | Partei/Bündnis | MdEP   | MdEP |
| Land        | national                                   | Europapartei   | Anzahl | Mitglieder |
| ----------- | ------------------------------------------ | -------------- | ------ | --- |
| Belgien     | Groen                                      | EGP            | 1/22   | Saraswati Matthieu |
| Belgien     | Ecolo                                      | EGP            | 1/22   | Saskia Bricmont |
| Dänemark    | Socialistisk Folkeparti (SF)               | EGP            | 3/15   | Rasmus Nordqvist, Kira Marie Peter-Hansen, Villy Søvndal |
| Deutschland | Bündnis 90/Die Grünen (Grüne)              | EGP            | 12/96  | Rasmus Andresen, Michael Bloss, Anna Cavazzini, Daniel Freund, Alexandra Geese, Martin Häusling, Sergey Lagodinsky, Katrin Langensiepen, Erik Marquardt, Hannah Neumann, Jutta Paulus, Terry Reintke |
| Deutschland | Volt Deutschland                           | Volt           | 3/96   | Damian Boeselager, Nela Riehl, Kai Tegethoff |
| Finnland    | Vihreät                                    | EGP            | 2/15   | Ville Niinistö, Maria Ohisalo |
| Frankreich  | Europe Écologie-Les Verts (EELV)           | EGP            | 5/81   | Mélissa Camara, David Cormand, Mounir Satouri, Majdouline Sbai, Marie Toussaint |
| Italien     | Europa Verde                               | EGP            | 3/76   | Benedetta Scuderi, Cristina Guarda, Leoluca Orlando |
| Italien     | Unabhängig                                 | EGP (I)        | 1/76   | Ignazio Marino |
| Kroatien    | Možemo!                                    | EGP            | 1/12   | Gordan Bosanac |
| Lettland    | Progresīvie                                | EGP            | 1/9    | Mārtiņš Staķis |
| Litauen     | Demokratų sąjunga Vardan Lietuvos (DSVL)   | EGP            | 1/11   | Virginijus Sinkevičius |
| Luxemburg   | Déi Gréng                                  | EGP            | 1/6    | Tilly Metz |
| Niederlande | GroenLinks (GL)                            | EGP            | 4/31   | Bas Eickhout, Ufuk Kâhya, Kim van Sparrentak, Tineke Strik |
| Niederlande | Volt Nederland                             | Volt           | 2/31   | Reinier van Lanschot, Anna Strolenberg |
| Österreich  | Die Grünen – Die Grüne Alternative (Grüne) | EGP            | 2/20   | Lena Schilling, Thomas Waitz |
| Rumänien    | Unabhängig                                 | EGP (I)        | 1/33   | Nicolae Ştefănuţă |
| Schweden    | Miljöpartiet de Gröna (MP)                 | EGP            | 3/21   | Pär Holmgren, Alice Bah Kuhnke, Isabella Lövin |
| Slowenien   | Vesna - zelena stranka                     | EGP (I)        | 1/9    | Vladimir Prebilič |
| Spanien     | Esquerra Republicana de Catalunya (ERC)    | EFA            | 1/61   | Diana Riba |
| Spanien     | Bloque Nacionalista Galego (BNG)           | EFA            | 1/61   | Ana Miranda Paz |
| Spanien     | Més–Compromís                              | EFA            | 1/61   | Vicent Marzà |
| Spanien     | Catalunya en Comú                          | EGP (I)        | 1/61   | Jaume Asens |
| Tschechien  | Česká pirátská strana                      | PPEU           | 1/21   | Markéta Gregorová |
| Gesamt      | Gesamt                                     | Gesamt         | 53/720 | |

Mitglieder der Europäischen Grünen Partei (44)
Mitglieder der Gruppe Volt/Piraten (6)
Mitglieder der Gruppe der Europäischen Freien Allianz (3)
(I) Abgeordnete ist individuelles Mitglied